# Forte de São Sebastião (Angra do Heroísmo)

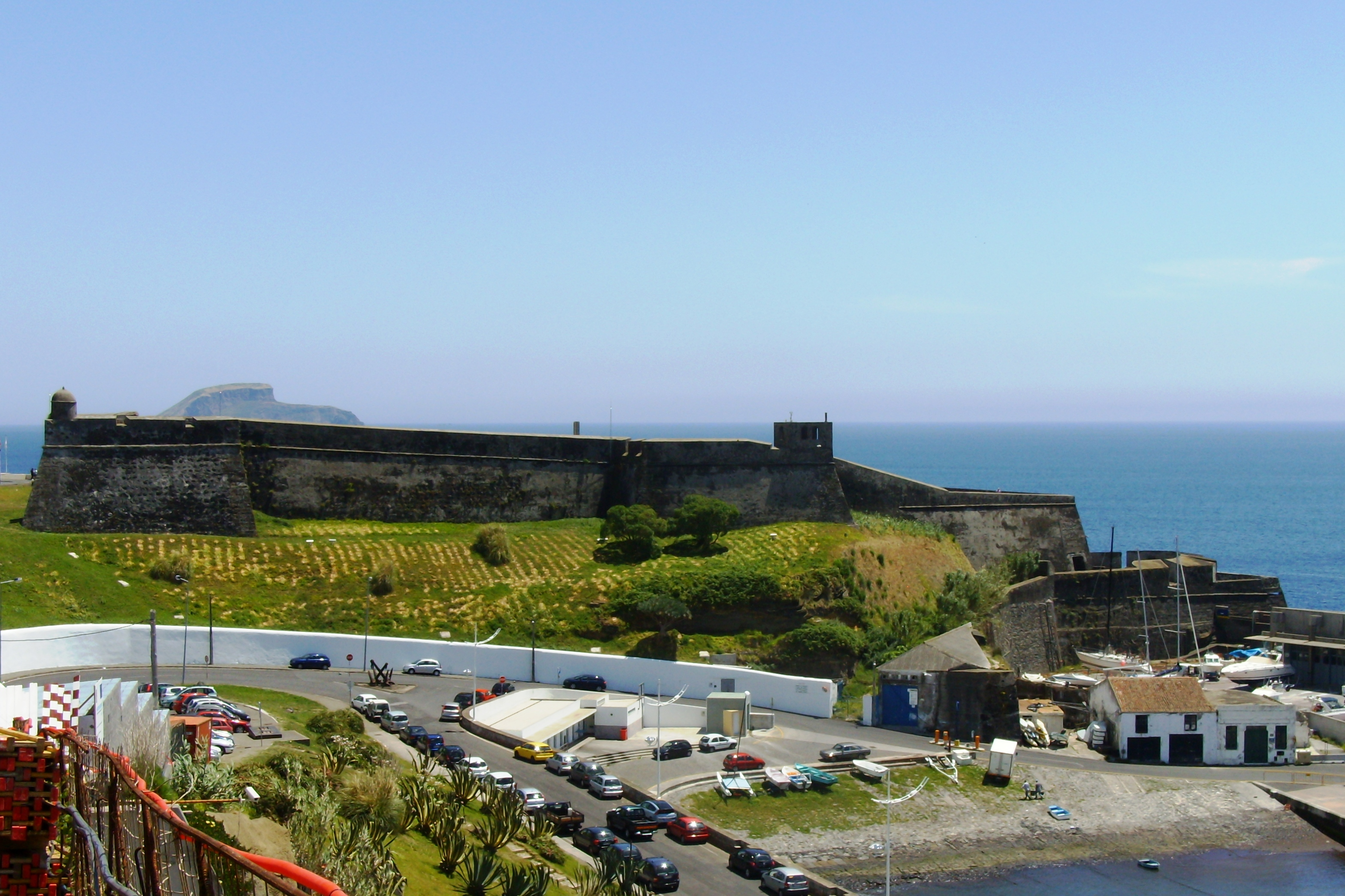
Forte de São Sebastião, Angra do Heroísmo.

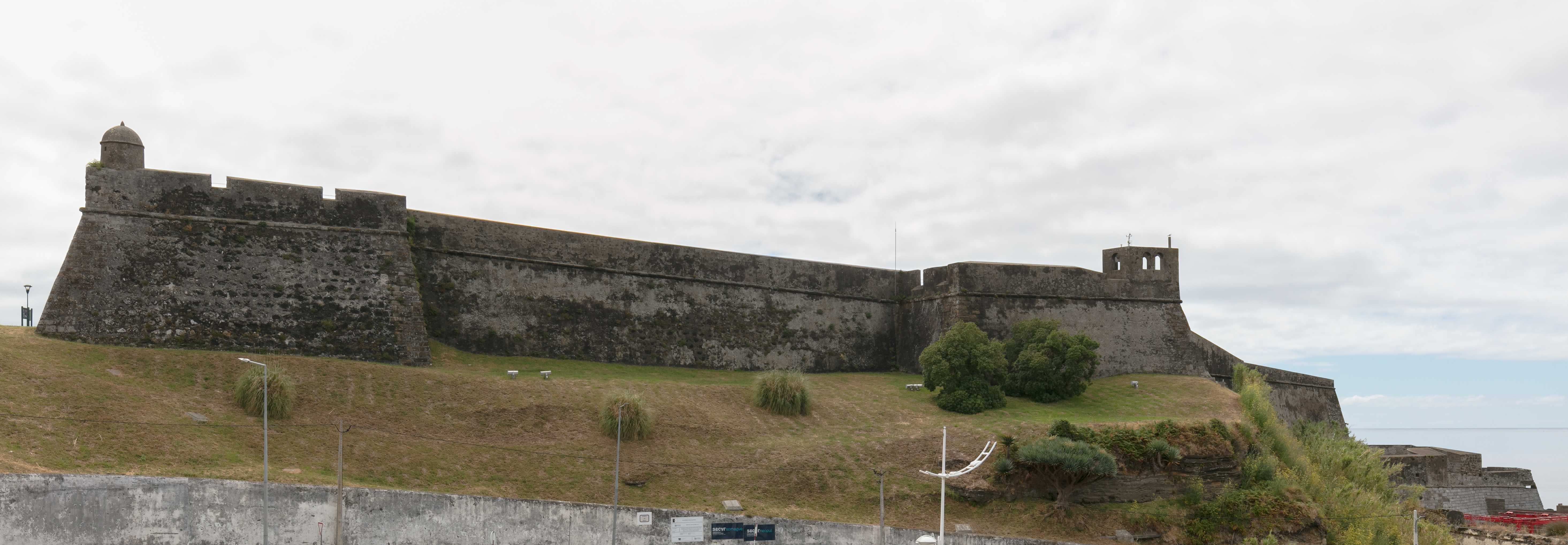
Forte de São Sebastião: muralhas.

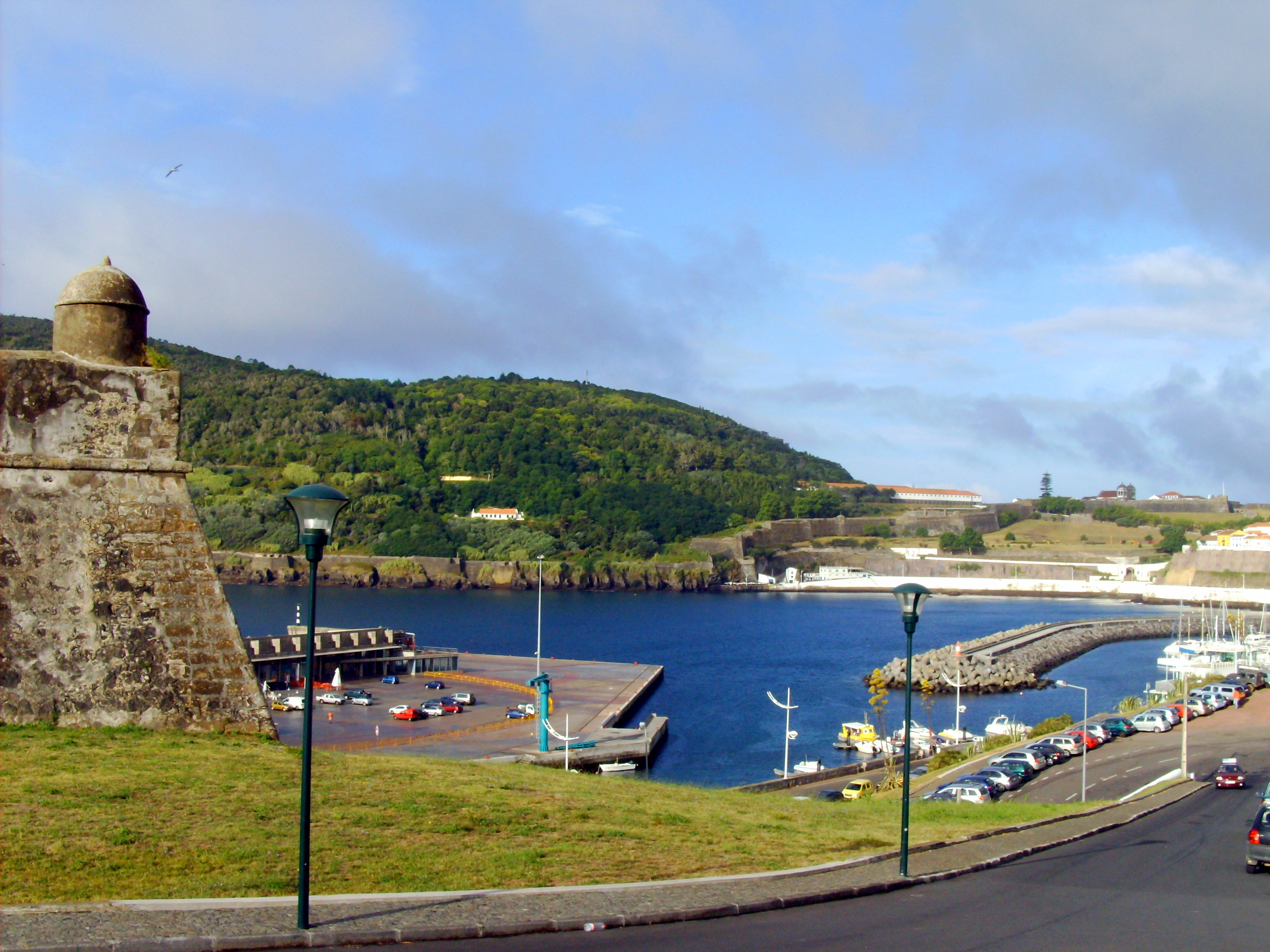
Forte de São Sebastião: baluarte sobre o porto de Pipas; ao fundo, o Monte Brasil.

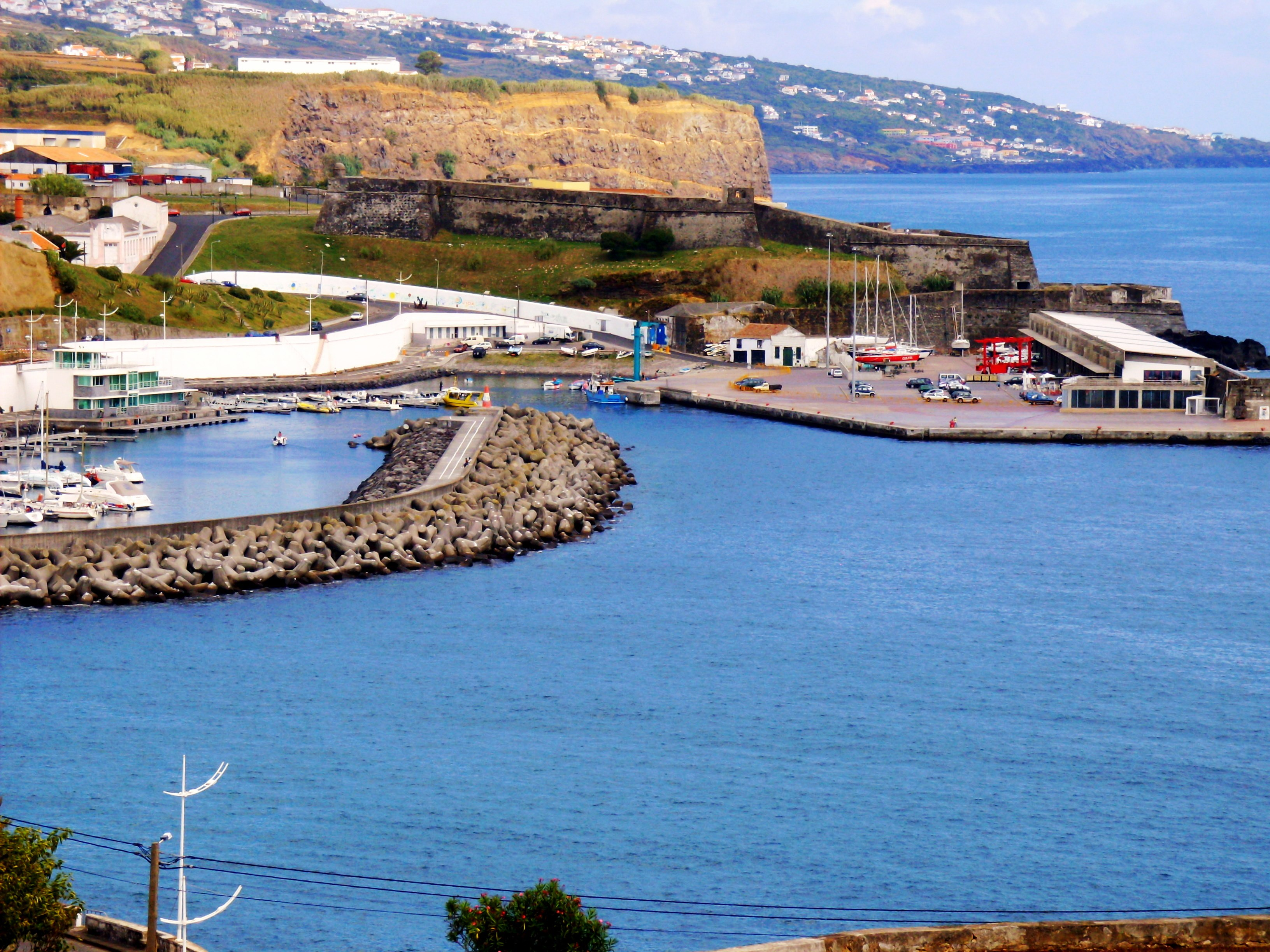
Forte de São Sebastião: em primeiro plano, o porto de Pipas.

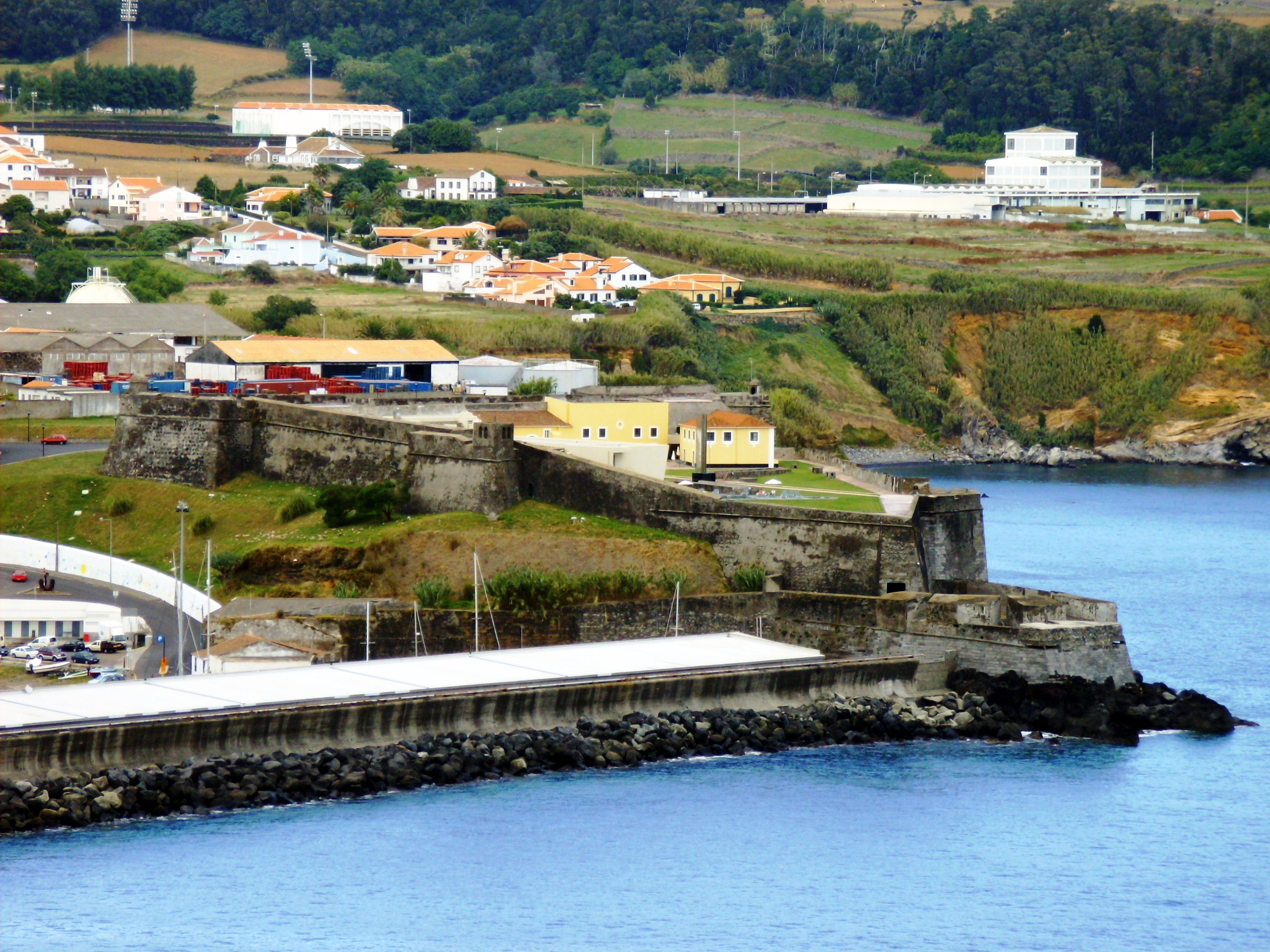
Forte de São Sebastião: no terrapleno as instalações da Pousada.

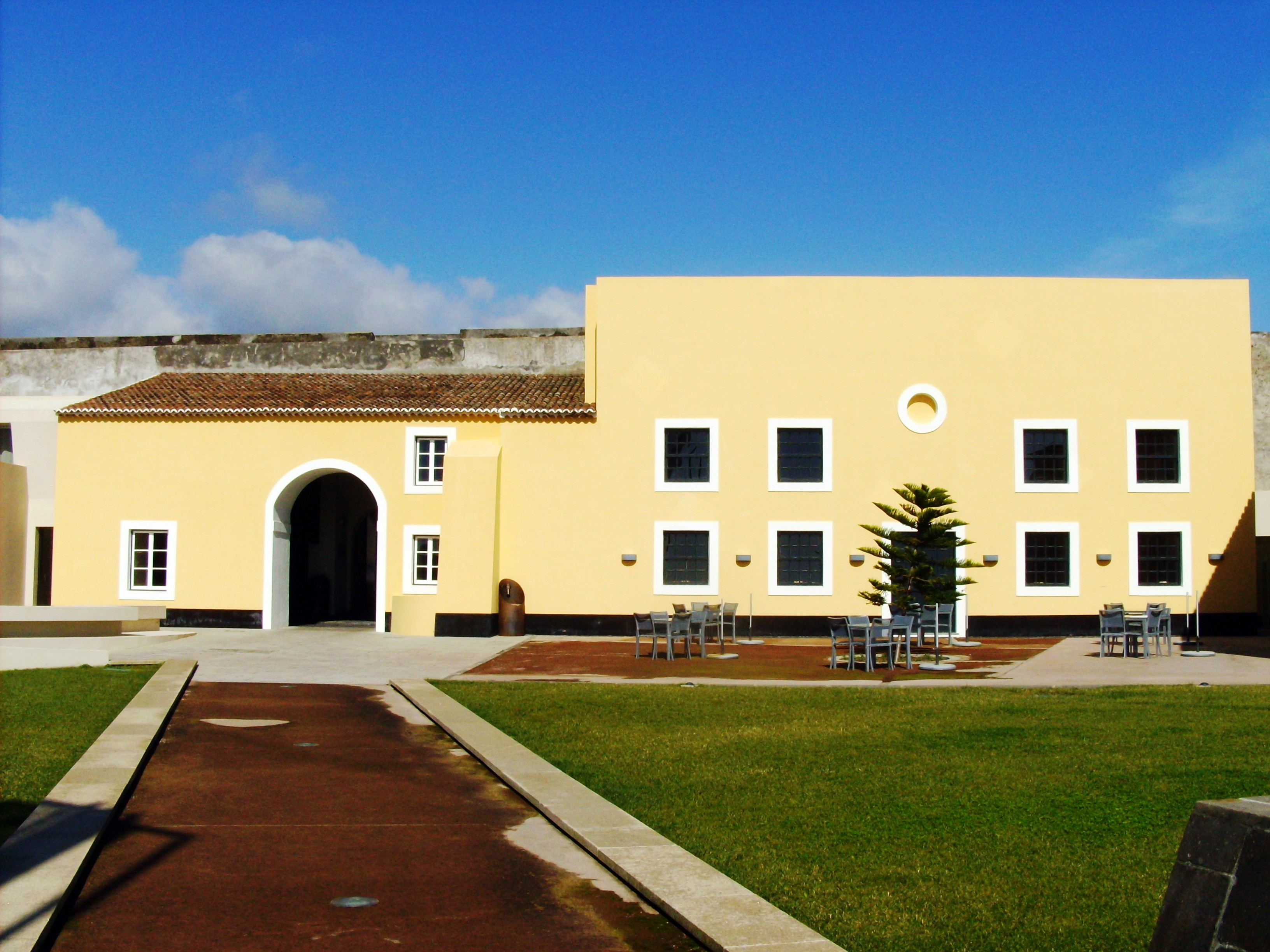
Forte de São Sebastião: vista interna.

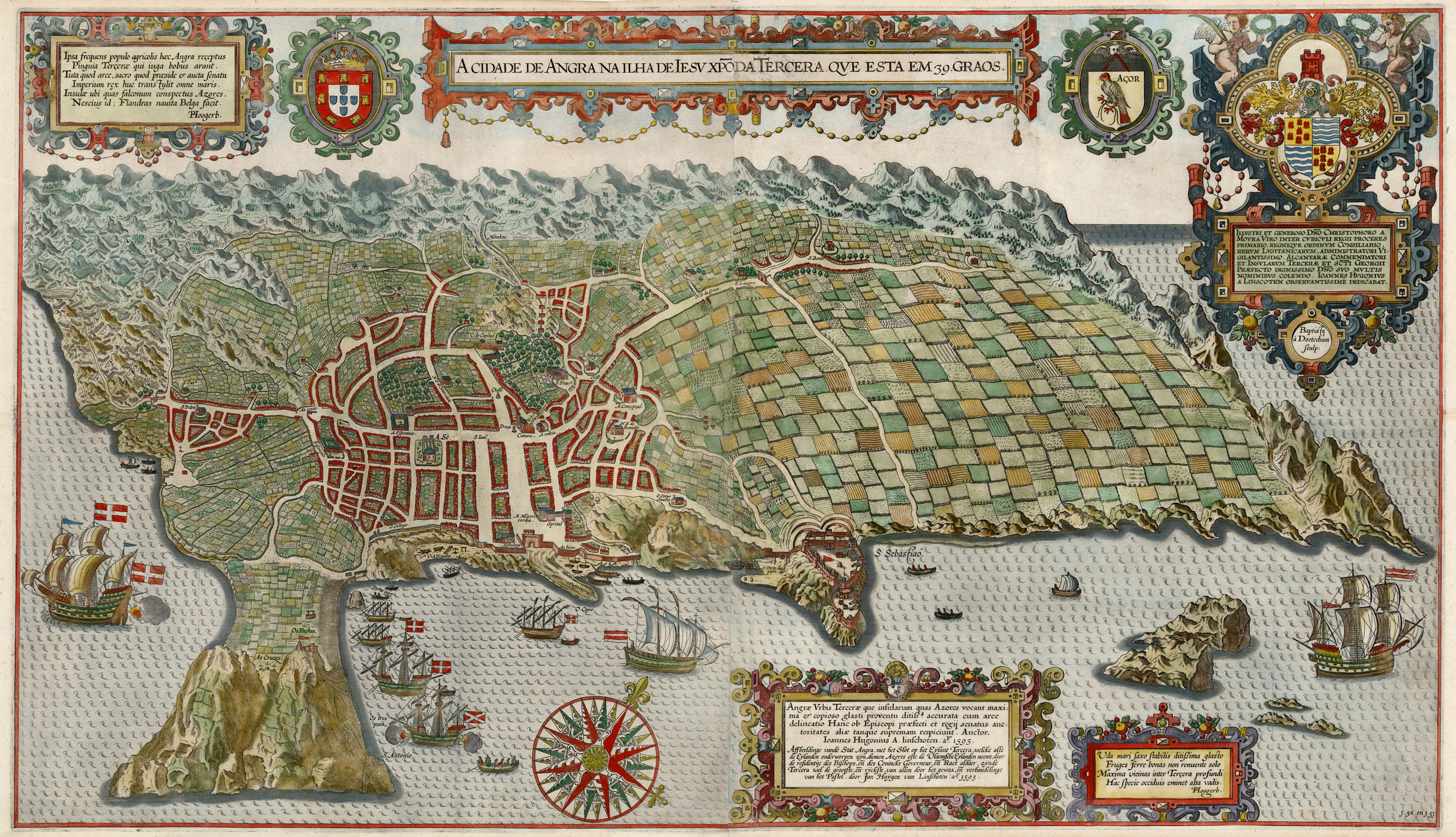
"A Cidade de Angra na Ilha de Jesus (...)" (Linschoten, 1595).

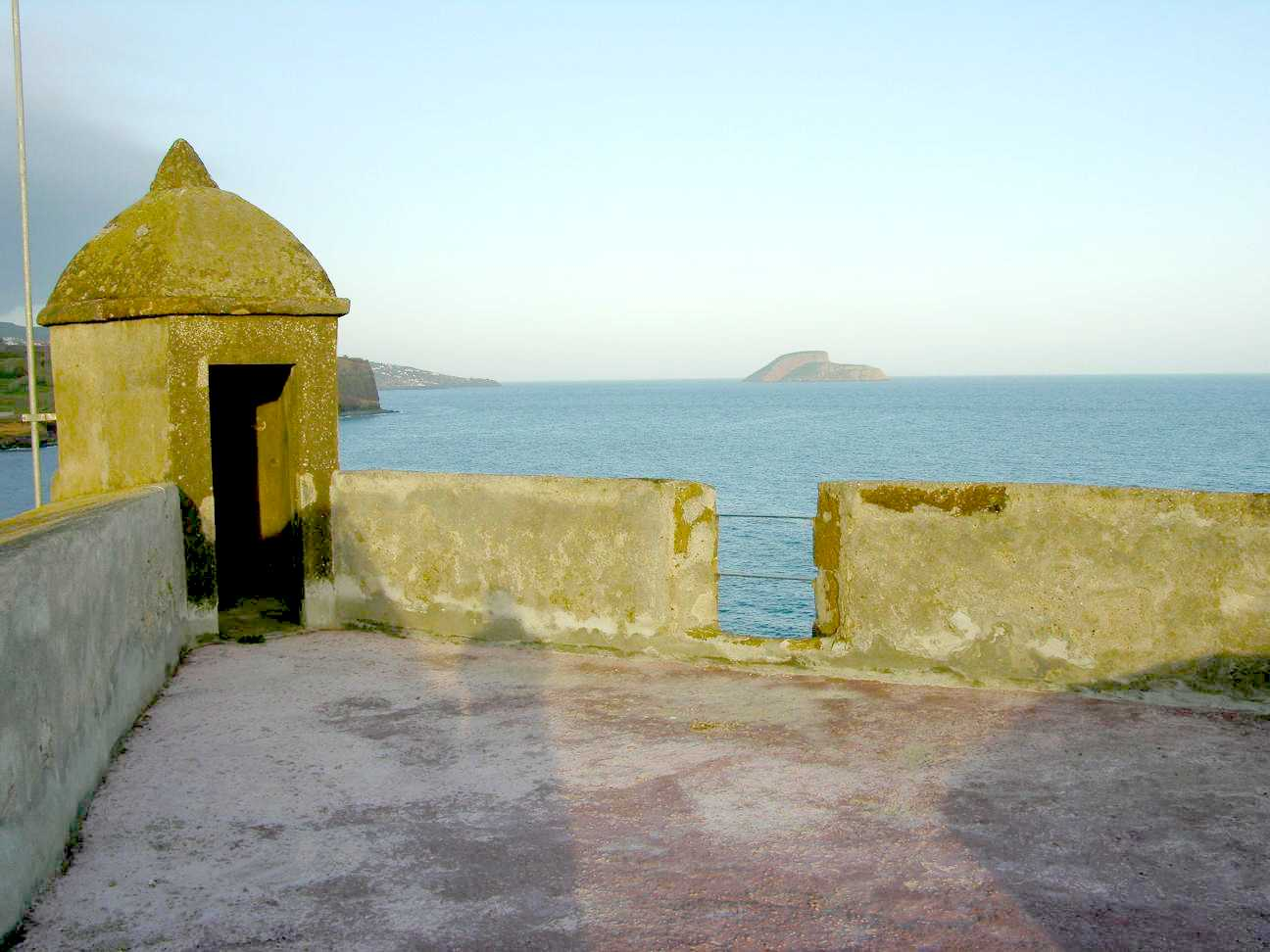
Forte de São Sebastião: guarita e, ao fundo, os ilhéus das Cabras.

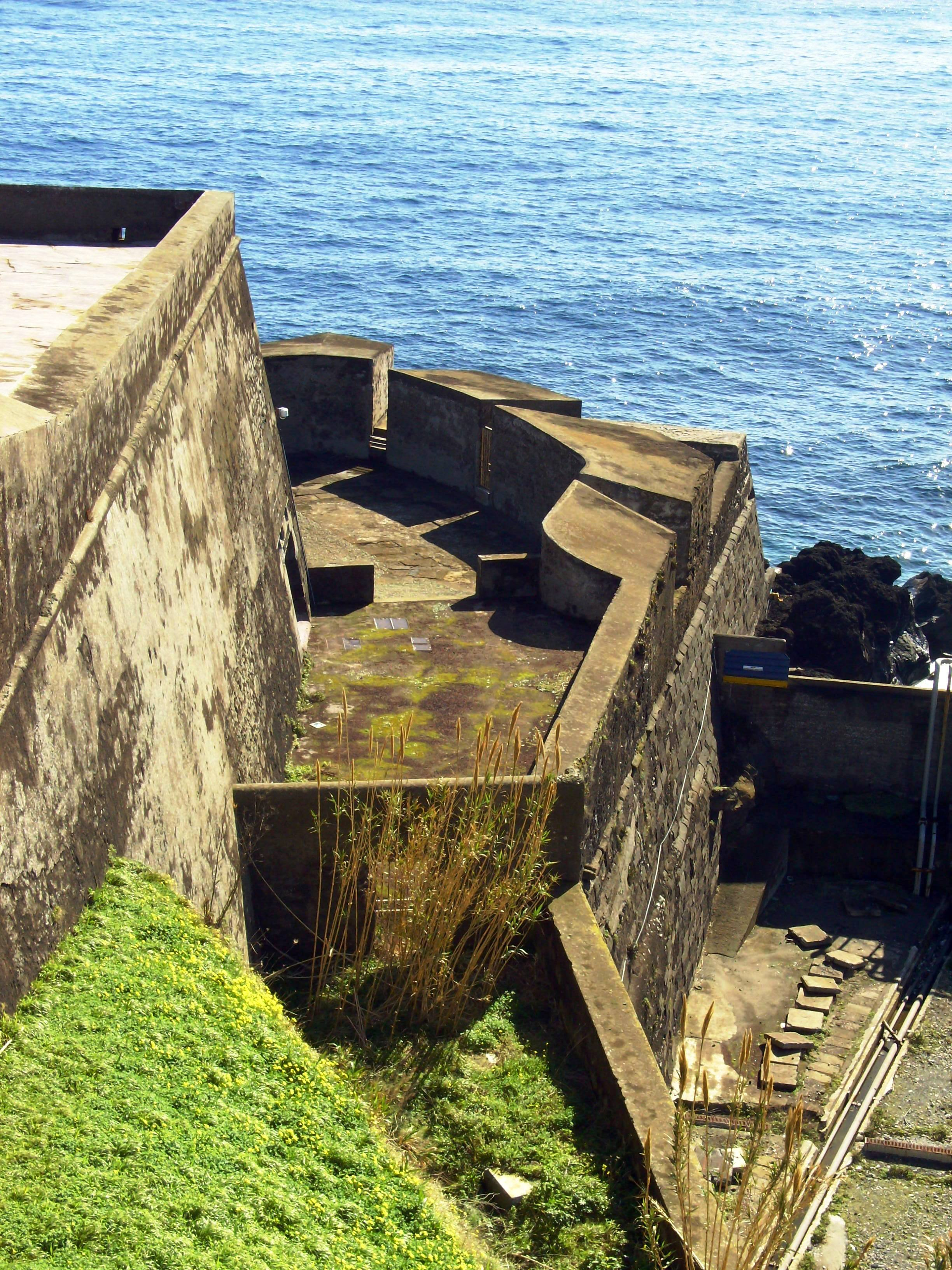
Forte de São Sebastião: bateria baixa.

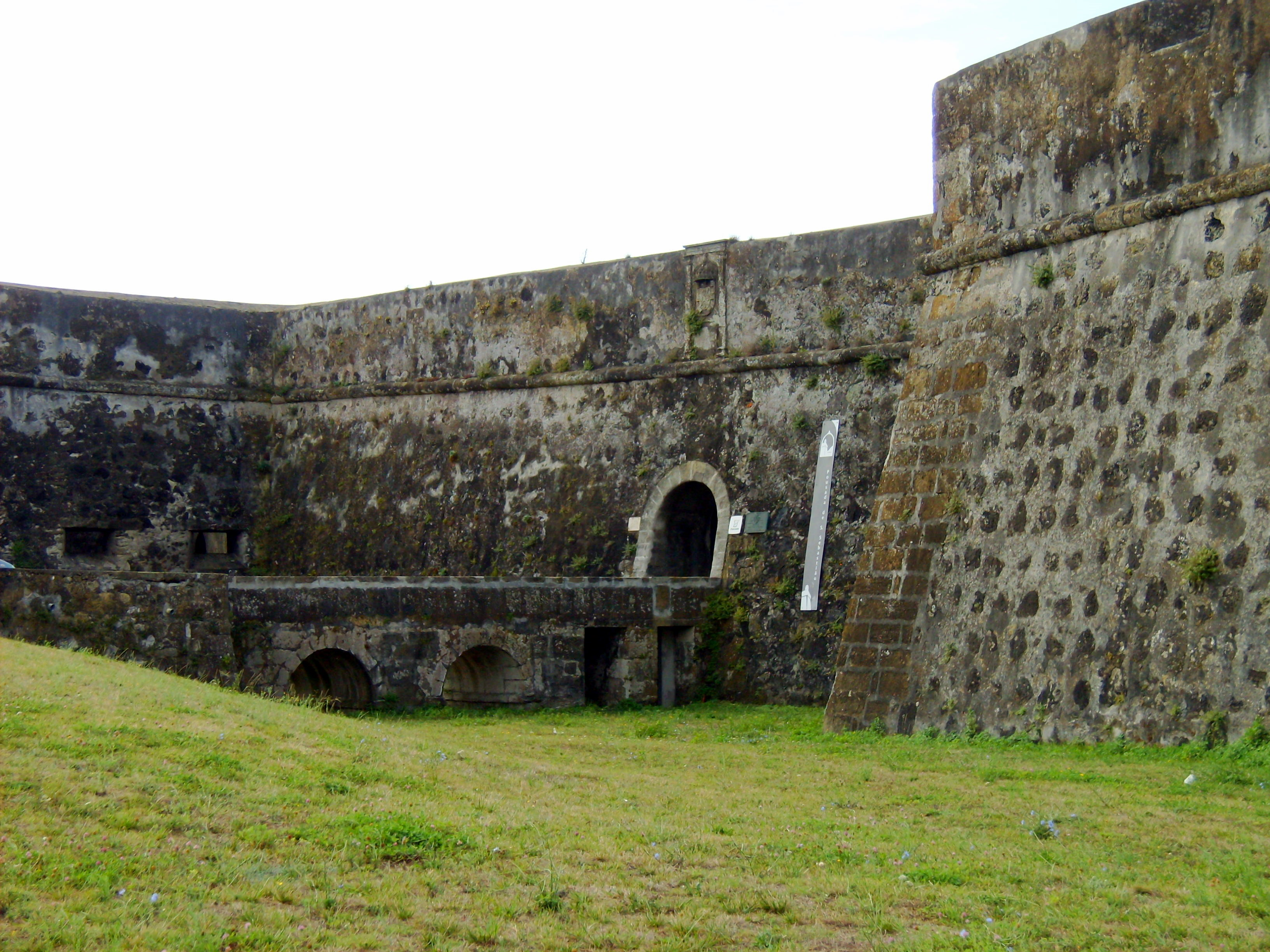
Forte de São Sebastião: ponte sobre o fosso.

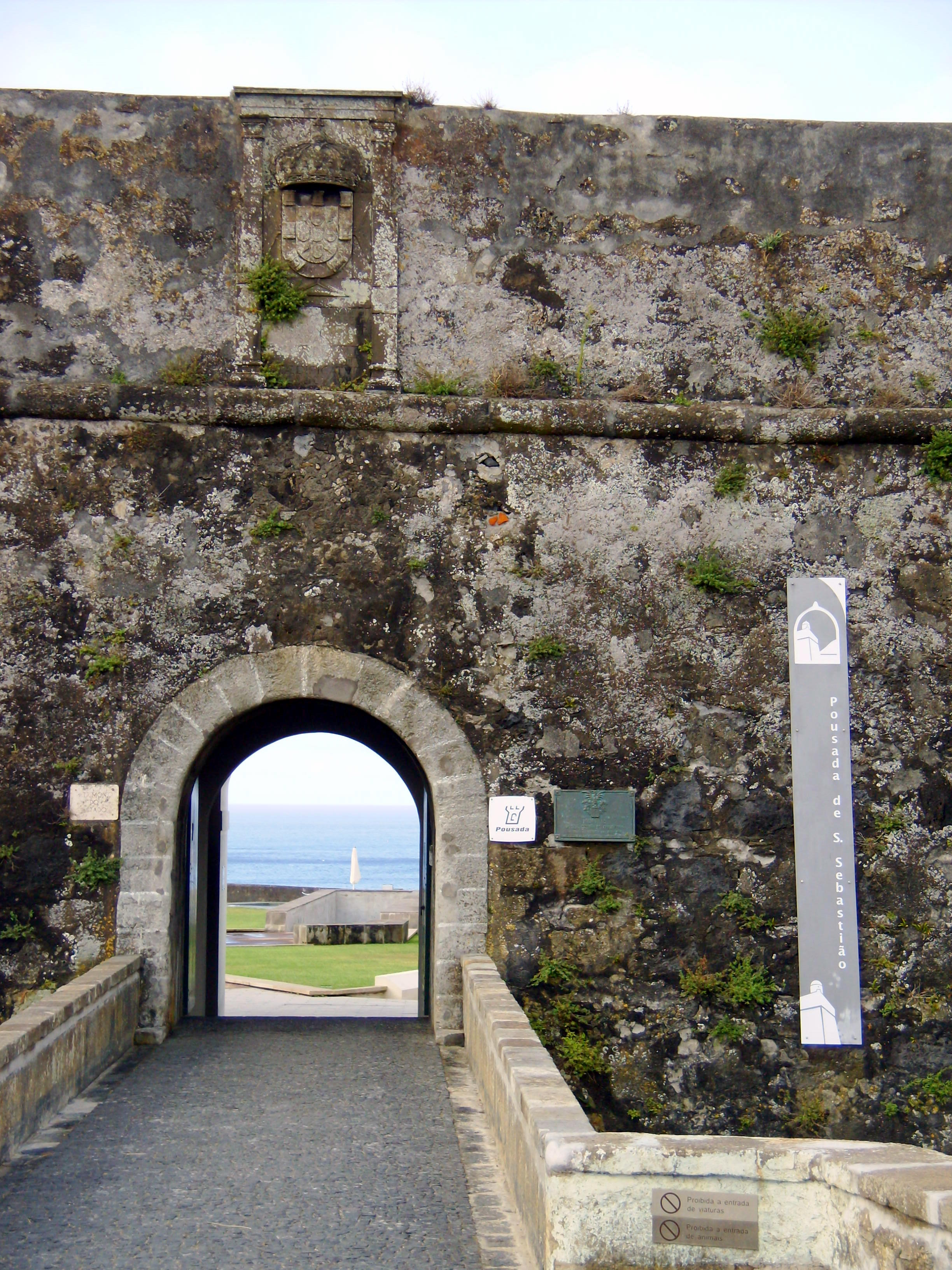
Forte de São Sebastião: Portão de Armas.

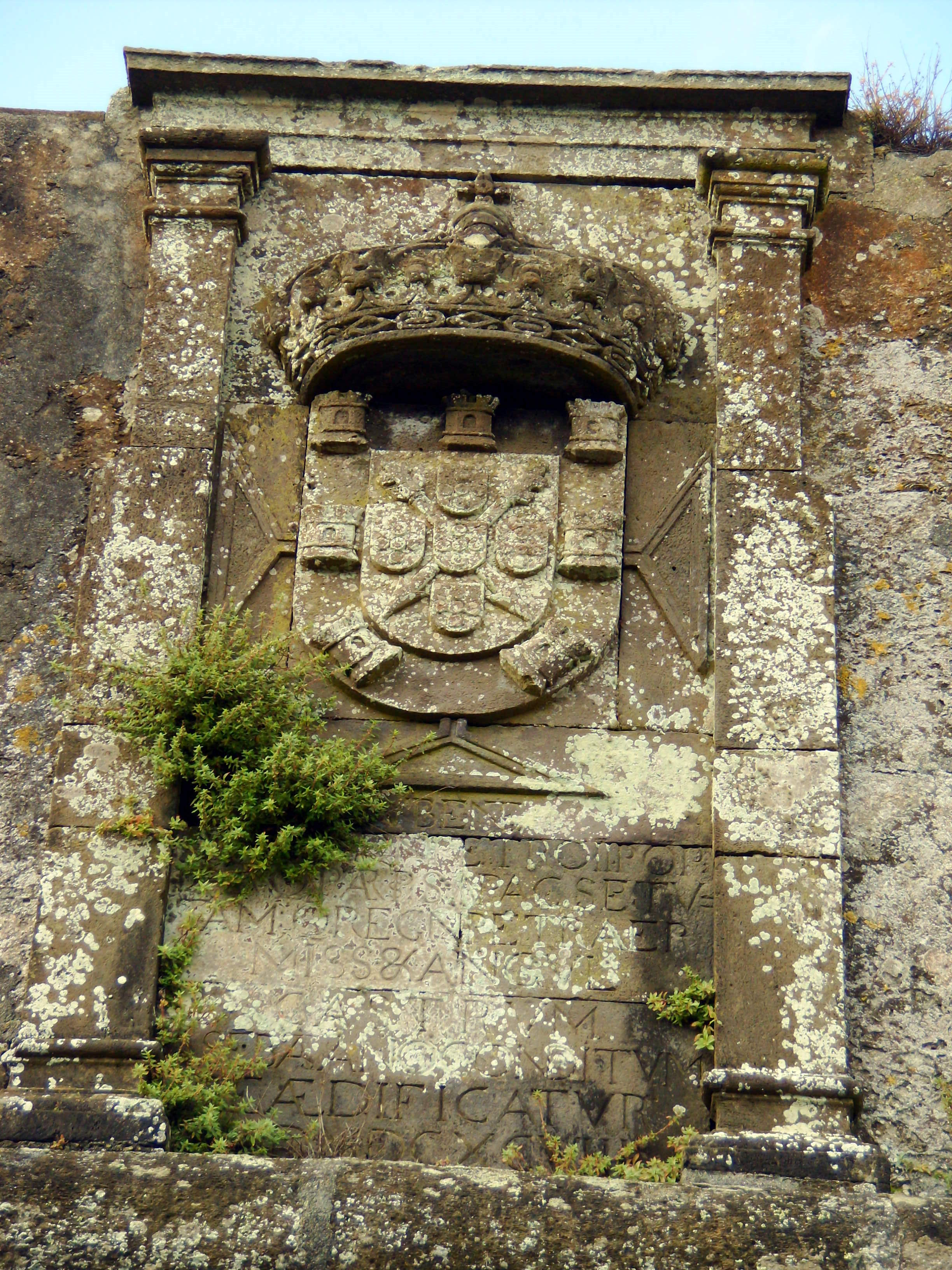
Forte de São Sebastião: detalhe da pedra de Armas.

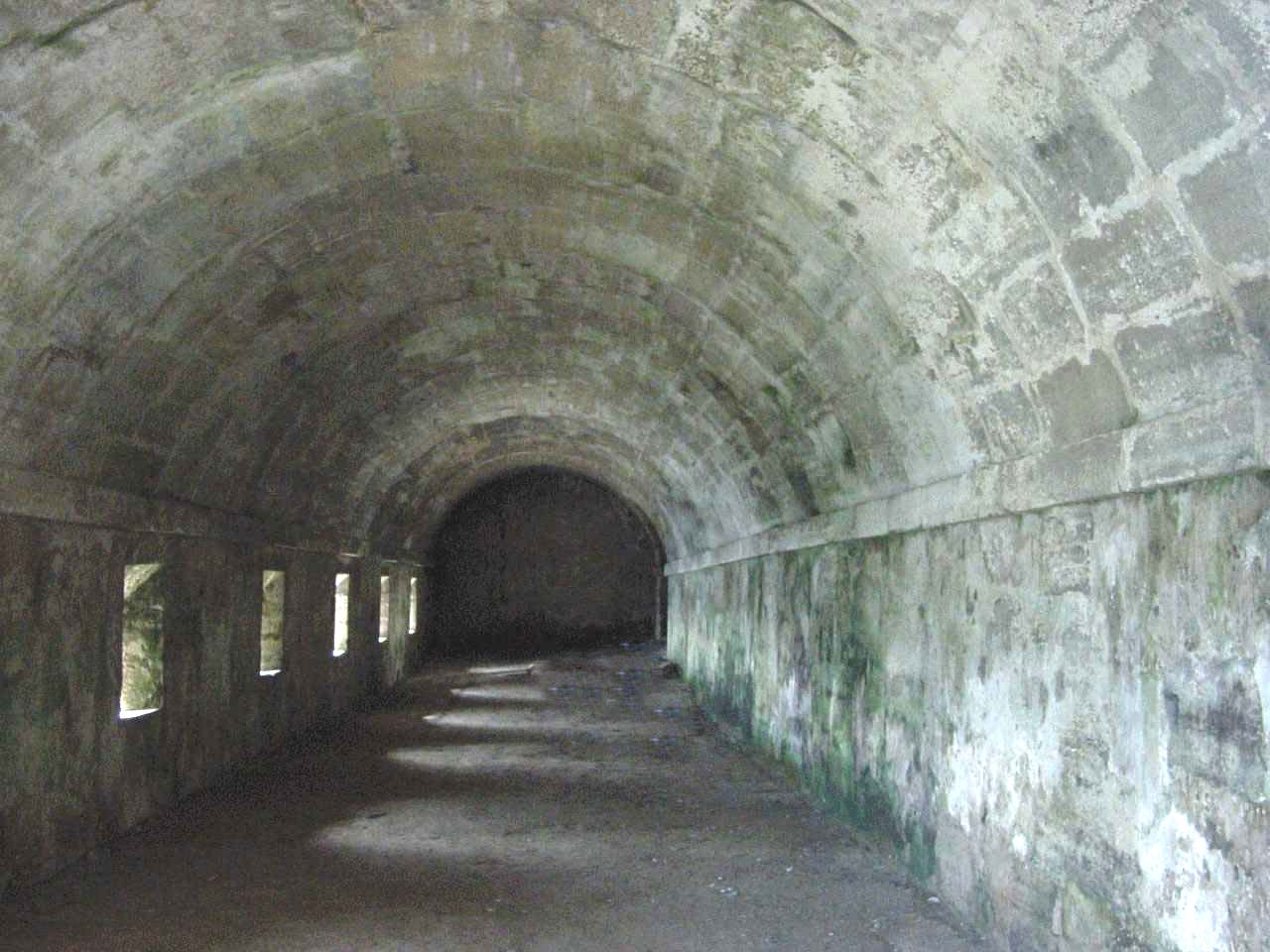
Forte de São Sebastião: galeria abobadada.

O Forte de São Sebastião, também referido como Castelo de São Sebastião ou simplesmente Castelinho, localiza-se na colina sobranceira ao Porto de Pipas, freguesia de Nossa Senhora da Conceição, na cidade e município de Angra do Heroísmo, na costa sul da ilha Terceira, nos Açores.
Edificado numa pequena colina que forma o extremo ESE da baía de Angra, em pleno centro histórico da cidade, foi a primeira grande fortificação marítima na cidade. Cruzava fogos com a Fortaleza do Monte Brasil, na defesa do porto de Pipas, à época o mais importante ancoradouro e estaleiro da ilha onde escalavam as embarcações da Carreira da Índia e as frotas do Brasil, em trânsito para o Reino de Portugal. A importância de sua posição decorria da facilidade com dela se podia fechar militarmente a baía de Angra.
No Forte está atualmente instalada a Pousada de São Sebastião ou Pousada de Angra do Heroísmo.
O Forte de São Sebastião encontra-se classificado como Imóvel de Interesse Público desde 1967. Em 1983 o Centro Histórico de Angra do Heroísmo, incluindo as muralhas deste Forte, foi classificada como Património da Humanidade pela UNESCO.

## História

### Antecedentes
O estudo para a defesa das ilhas do arquipélago dos Açores, contra os assaltos de piratas e corsários, atraídos pelas riquezas das embarcações que aí aportavam, oriundas da África, da Índia e do Brasil, iniciou-se em meados do século XVI. Bartolomeu Ferraz, em uma recomendação para a fortificação dos Açores apresentada a João III de Portugal em 1543, chama a atenção para a importância estratégica do arquipélago:
"E porque as ilhas Terceiras inportão muito assy polo que per ssy valem, como por serem o valhacouto e soccorro mui principal das naaos da India e os francesses sserem tão dessarrazoados que justo rei injusto tomão tudo o que podem, principalmente aquilo com que lhes parece que emfraquecem seus imigos, (...)."
E nomeadamente sobre Angra: "(...) e porque a ilha da Angra he a mais importante nesta dobrar mais a força."
Ainda sob o reinado de D. João III (1521-1557) e, posteriormente, sob o de Sebastião I de Portugal (1568-1578), foram expedidos novos Regimentos, reformulando o sistema defensivo da região, tendo se destacado a visita do arquiteto militar italiano Tommaso Benedetto ao arquipélago, em 1567, para orientar a sua fortificação. Como Ferraz anteriormente, este profissional compreendeu que, vindo o inimigo forçosamente pelo mar, a defesa deveria concentrar-se nos portos e ancoradouros, guarnecidos pelas populações locais sob a responsabilidade dos respectivos concelhos.
Neste contexto, e visando a defesa do porto de Angra, já em 1537 D. João III encarregara Pedro Anes do Canto da construção de um baluarte, que é possível tenha sido levantado no local. Entretanto, por uma carta do Cardeal D. Henrique à Câmara de Angra, datada de 14 de maio de 1561, constata-se que, mesmo que ele houvesse sido construído, já não mais existia à época.

### O forte quinhentista
Benedetto, nomeadamente para a defesa de Angra, onde inicialmente se havia seguido uma filosofia defensiva tardo-medieval, com a construção do chamado Castelo dos Moinhos numa elevação, em terra, preconizou a fortificação de toda a península do Monte Brasil. A Câmara Municipal de Angra, sem condições de arcar com os custos de um projeto de tamanha envergadura, propôs ao cardeal D. Henrique, regente do reino à época, a construção de uma fortificação de maiores proporções junto ao Porto de Pipas e de uma outra, fronteira a ela, na encosta do Monte Brasil, permitindo o cruzamento de fogos. Aceite a proposta da Câmara Municipal, o Alvará de 22 de abril de 1562, nomeou como Mestre das Obras de Fortificação, com vencimento de 80$000, a Luís Gonçalves. Entretanto, as obras do forte, sob a invocação de São Sebastião em homenagem ao então soberano, terão se iniciado, na melhor das hipóteses, dez anos mais tarde.
Em 1572 Sebastião I de Portugal, atendendo a uma exposição da Câmara Municipal de Angra, determinou a construção de dois fortes, um no porto de Pipas e outro nos Fanais, em detrimento do que lhe havia sido proposto erguer na ponta do Monte Brasil, por "pessoas que tinham muita notícia e experiência das obras de fortificação". Em anexo, enviava ao corregedor Diogo Álvares Cardoso as plantas para as fortificações, com o pedido de maior brevidade na sua execução. O seu terreno, sobranceiro à enseada, foi adquirido a Pedro do Canto e Castro e, em 1576 o forte já se achava em condições de utilização, sendo nomeado como alcaide-mor, Manuel Corte Real.
Desse modo, ao eclodir a crise de sucessão de 1580, era o único forte na costa da ilha:
"Não havia naquele tempo em toda a costa da ilha Terceira alguma fortaleza, excepto aquela de S. Sebastião, posto que em todas as cortinas do sul se tivessem feito alguns redutos e estâncias, nos lugares mais susceptíveis de desembarque inimigo, conforme a indicação e plano do engenheiro Tomás Benedito, que nesta diligência andou desde o ano de 1567, depois que, no antecedente de 1566, os franceses, comandados pelo terrível pirata Caldeira, barbaramente haviam saqueado a ilha da Madeira, e intentado fazer o mesmo nesta ilha, donde parece que foram repelidos à força das nossas armas." 
As obras foram dadas como concluídas em 1580, mas incompletas, uma vez que faltava ao forte praticamente toda a muralha este, voltada à baía das Águas. De qualquer modo, encontrava-se bem guarnecido e artilhado, tendo contribuído para afastar a esquadra de D. Pedro de Valdez em 1581, dando lugar ao subsequente desembarque e batalha da Salga.
Em 1582, D. Álvaro de Bazán, vencedor da Batalha Naval de Vila Franca contra a esquadra francesa enviada aos Açores em apoio à causa de D. António, prior do Crato, não acometeu a cidade e nem a Ilha. No ano seguinte, quando do desembarque da Baía das Mós, entrou vitorioso em Angra pelo portão de São Bento, uma vez que o acesso por mar lhe era vedado pelos fogos combinados do Forte de São Sebastião e do Forte de Santo António. Foi ainda aqui, no Forte de São Sebastião, que o marquês de Santa Cruz recebeu a rendição formal das tropas francesas aquarteladas na ilha.
Acredita-se que a construção da muralha este seja do período da Dinastia Filipina, marcado por grande actividade em termos de fortificação. A bateria coberta que fica desse mesmo lado parece já ser posterior. E apenas numa planta do século XVIII figura a chamada Casa do Comandante, hoje reconstruída. As muralhas Norte e Poente eram, primitivamente, precedidas por um revelim. A muralha Norte era protegida por um fosso, hoje parcialmente entulhado. A ponte de pedra para acesso ao Portão de Armas terminava antes de o atingir sendo este acedido por uma ponte levadiça de madeira. O terrapleno da fortificação era desimpedido e as poucas construções adossavam-se primitivamente apenas à muralha Norte. Quando da construção da bateria baixa, esta era acedida por uma rampa e um túnel em linha recta e não parcialmente em curva como nos nossos dias.
A defesa assim proporcionada, já sob o governo de Juan de Horbina, afastou em 1589, o corsário inglês Sir Francis Drake. O mesmo se repetiu em 1597, quando da tentativa da armada sob o comando de Robert Devereux, 2º conde de Essex, que, com cerca de 140 velas, impusera pesado saque à ilha do Faial.
Neste período o forte encontra-se representado na gravura "A Cidade de Angra na Ilha Iesu Xpo da Terceira que esta em 30 Graos", de Jan Huygen van Linschoten, datada de 1595.

### A Restauração da Independência
No contexto da Restauração da Independência, às vésperas do movimento que conduziria à expulsão dos espanhóis da Terceira, o Mestre de Campo Álvaro de Viveiros formulou e propôs um plano de destruição desta fortificação, rejeitado pelo Senado de Angra (1641). De qualquer modo, a 24 de Março Francisco Ornelas da Câmara procedeu a aclamação de João IV de Portugal diante da Igreja Matriz da Praia e, três dias depois (a 27 de março, uma quinta-feira santa), o Forte de São Sebastião foi assaltado e conquistado pela Companhia da Ribeirinha, sob o comando do capitão Manuel Jaques de Oliveira. A operação foi favorecida pelo artilheiro português Pedro Caldeirão, que, embora a serviço da Espanha, não hesitou, com risco da própria vida, em orientar os seus conterrâneos para que avançassem para uma casamata desguarnecida nas imediações do portão. Depois de breve luta com a guarnição castelhana sob o comando do capitão Respenho, o forte foi dominado e a sua artilharia rompeu fogo contra a Fortaleza de São Filipe. Adicionalmente, na posse deste forte, os Terceirenses ganharam o controle do porto, impedindo o auxílio aos espanhóis sitiados em São Filipe.
Por Carta-régia de 7 de Outubro de 1649, foi nomeado Alcaide-mor do forte Manuel de Barcelos da Câmara Vasconcelos.
Foi mandado reedificar por D. Pedro II (1667-1706) em 1698, conforme inscrição epigráfica em latim, abaixo das armas de D. Sebastião, por sobre o portão:
"Jubent epotentissimoReg ealtissimo Domino Nostro Petro II populi Patre, qui Patriam possuit suam in pace semper tutam quo regni petra erecta firmissima etangularis: castrum a Sebastiano conditum reedificatur, Anno Domini MDCXCVIII."

### O século XVIII
No contexto da Guerra da Sucessão Espanhola (1702-1714), com o apoio da artilharia do Monte Brasil, em 1708 repeliu a armada do corsário francês René Duguay-Trouin, que em setembro atacou as Velas, na Ilha de São Jorge. À época encontra-se referido como "O castello de S. Sebastiam sobre o mesmo porto [de Angra]." na relação "Fortificações nos Açores existentes em 1710".
Mais tarde, no contexto da instalação da Capitania Geral dos Açores, o seu estado foi assim reportado em 1767:
"1.º — Este forte tem duas baterias, uma alta, outra baixa. A alta tem dezoito canhoneiras e precisa mais duas; tem sete peças de ferro incapazes e os seus reparos só três estão bons, e precisa para se guarnecer vinte peças e dezesete reparos e as suas plataformas reformadas por se acharem incapazes de laborar nellas a artilheria.
2.° — Na bateria baixa precisa acabar-se um lance de muralha, que se acha em meia altura, e aos seus lados precisa a muralha antiga massissar algumas faltas que tem e encascal-os.
3.° — No angulo desta bateria tem feito o mar uma grande concavidade, e o melhor concerto que aqui se deve fazer é retirar o dito angulo mais para dentro, por ser mais solido o seu fundamento.
4.° — Tem esta bateria quinze canhoneiras e precisa mais três. Acha-se com nove peças, cinco de bronze todas esfuguenadas, e quatro de ferro, duas esfuguenadas e três destas precisam reparos novos, como também para as três canhoneiras que se hão de abrir três peças com os seus reparos, e as suas plataformas todas reformadas.
5.° — O paiol da polvora que tem, se deve desmanchar e fazer-se em outra parte mais conveniente, por se achar muito exposto.
6.° — O corpo da guarda precisa abrir-se-lhe duas janellas para a parte do mar, e fazer-se-lhe tarimbas, e a chaminé que tem, pôr-se-lhe em outro logar."
Existe planta do forte, datada de 1772, remetida com outras à Secretaria da Guerra em Lisboa.

### O século XIX
O forte mantinha a sua importância estratégica conforme a planta do sistema defensivo da baía de Angra, de José Carlos de Figueiredo, datada de 1822. Ainda nesta data, SOUSA (1995), ao descrever o porto de Angra refere: "(...) entre as pontas de S. Sebastião a leste, onde há um castelo de 40 peças, (...).".
No contexto da Guerra Civil Portuguesa (1828-1834), por determinação da Regência da Ilha Terceira, foi-lhe adicionada a bateria baixa, denominada como "Bateria da Heroicidade", sob a direção do engenheiro Serra. Nessa bateria foi colocada uma inscrição epigráfica, em basalto, que reza:
"BATERIA DA HEROICIDADE 11 DE AGOSTO DE 1830 NA DEFENSÃO DAS LIBERDADES PATRIAS HEROES SE EXTREMAM NO GERAL DOS POVOS."
Ao final do conflito o sistema defensivo da ilha, como um todo, foi relegado a segundo plano. A "Relação" do marechal de campo Barão de Bastos em 1862 informa que se encontra em bom estado de conservação, e observa:
"Com quanto seja uma fortificação secundaria deve ser conservada porque auxilia com um efficaz cruzamento de fogos as baterias do Castello de S. João Baptista que deffende a bahia d'Angra."
Pouco depois, um relatório do Corpo de Engenharia datado de 1868, informa que ele estava guarnecido, tal como o Castelo de São João Baptista, de que dependeria.
No ano de 1885 há registo da existência de uma edificação provisória, em madeira, levantada pelas Obras Públicas para estabelecimento de um lazareto, sendo para esse fim cedida provisoriamente ao Governo civil de Angra do Heroísmo, conforme determinado pelo Ministério da Guerra ao Comando Central dos Açores, em Oficio expedido pela 4ª Repartição do mesmo Ministério datado de 16 de Julho de 1885.

### O século XX
No contexto da Primeira Guerra Mundial foram instaladas baterias de artilharia nas suas dependências. Também no início do século XX ali foi instalado o chamado "Posto de Desinfecção", aproveitando-se a sua localização, sobranceira ao Porto de Pipas, a que se tinha fácil acesso pela bateria baixa. Data dessa época a construção de um longo edifício de planta rectangular, para o serviço do posto, que implicou no desvio do acesso original aquela bateria. Posteriormente foram sendo erguidas outras construções a título precário, à medida das necessidades conjunturais, como barracões e telheiros para recolha de equipamento e até mesmo uma casa pré-fabricada. Até 1935, ano em que o forte retornou às mãos do Exército Português, residiu no forte, com a família, o chefe do "Posto de Desinfecção". A partir de então, entre outras funções, as suas dependências acolheram o Depósito dos Presos Políticos da Polícia de Vigilância e Defesa do Estado.
À época da Segunda Guerra Mundial, a partir de 1943 as dependências do forte foram ocupadas por tropas britânicas. No pós-guerra, o ministro Francisco dos Santos Costa veio à Terceira diversas vezes, durante as negociações com os Estados Unidos da América acerca da permanência destes nos Açores. Ministro da Guerra, depois da Defesa, Santos Costa sensibilizou-se com o abandono da antiga fortificação, vindo a promover uma reparação geral das suas antigas muralhas.
Posteriormente, as instalações do forte passaram a sediar os serviços administrativos da Capitania do Porto de Angra do Heroísmo e, mais recentemente, a Polícia Marítima.
Em 1964 o forte foi proposto como Imóvel de Interesse Público pela Comissão de Arte e Arqueologia da Câmara Municipal de Angra do Heroísmo, encontrando-se assim classificado pelo Decreto nº 47.508, de 24 de Janeiro de 1967, classificação consumida por inclusão no conjunto classificado da Zona Central da Cidade de Angra do Heroísmo, conforme a Resolução n.º 41/80, de 11 de junho, e artigo 10.º e alínea a) do artigo 57.º do Decreto Legislativo Regional n.º 29/2004/A, de 24 de agosto.

### O século XXI
No alvorecer do século XXI, em 2 de Maio de 2003, a Marinha Portuguesa arriou pela última vez a bandeira portuguesa no antigo forte, dando lugar a uma intervenção de manutenção e recuperação. O imóvel foi assim requalificado como uma das Pousadas de Portugal, inaugurada no ano de 2006, com o estatuto e classificação de "Pousada Histórica Design". Essa classificação reflete a intervenção promovida no conjunto que se manifesta na manutenção do espaço histórico integrando modernos edifícios de cores claras, com linhas modernas, contrastando com as antigas muralhas envolventes.
No dia 9 de Novembro de 2008 registou-se o desabamento, no mar, de parte do pano da muralha leste, derrocada atribuída a um antigo processo de infiltração sem a devida vistoria e manutenção periódicas por parte dos responsáveis pelo monumento.
A partir de dezembro de 2011 passou a ser utilizado nas atividades de Geocaching.

## Características

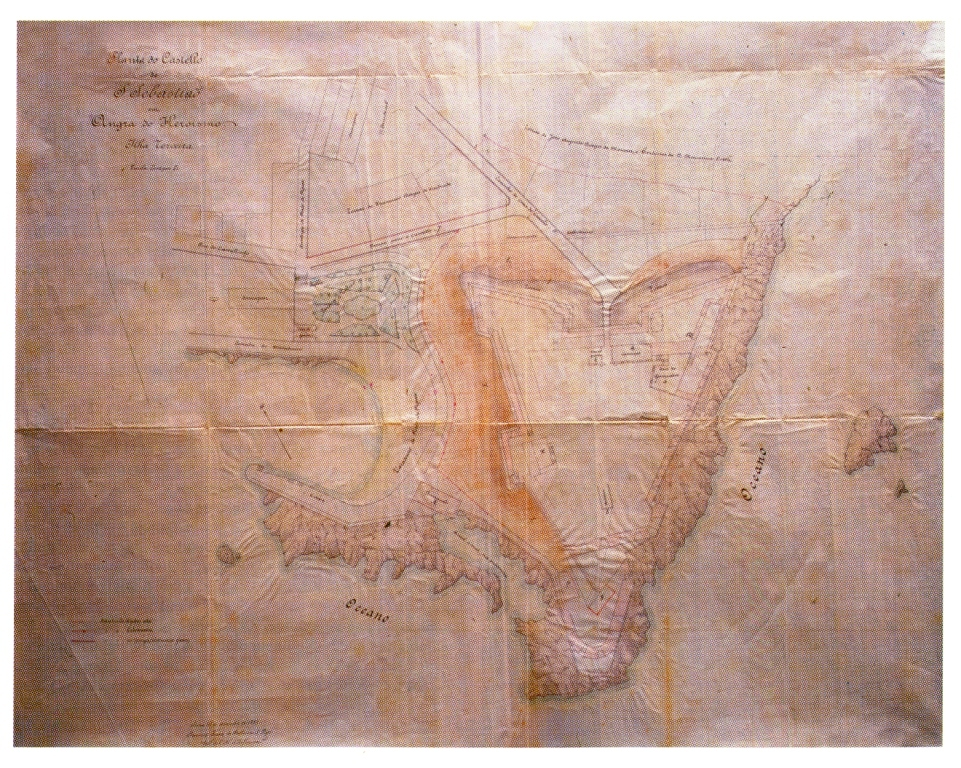
"Planta do Castello de S. Sebastião em Angra do Heroísmo" (Damião Pego, Dezembro de 1881.

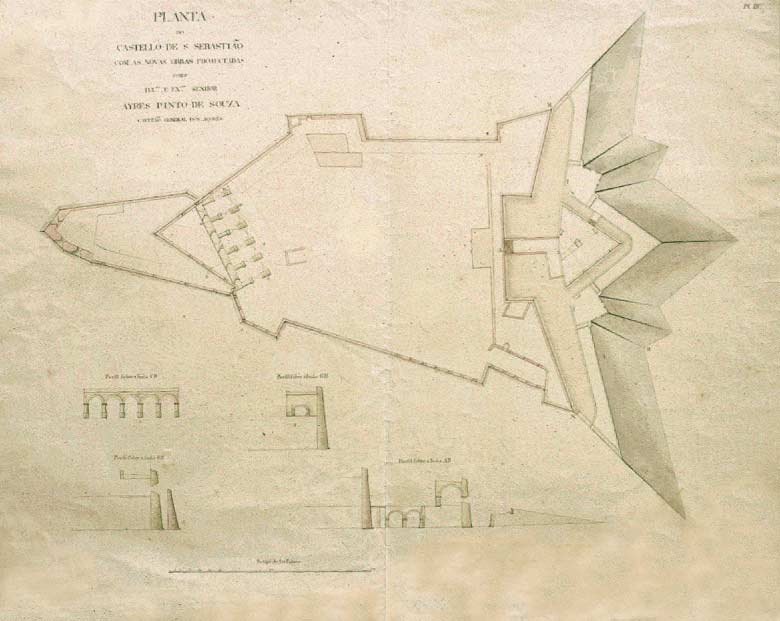
Planta do Forte de São Sebastião de Angra do Heroísmo.

De tipo abaluartado, o conjunto apresenta planta orgânica (adaptado ao terreno) com o formato de um pentágono irregular apresentando, pelo lado do mar, três ordens de baterias, estando fechado, pelo lado de terra, por duas frentes abaluartadas.
Das baterias marítimas, a primeira, superior, encontra-se elevada em relação aos baluartes; a segunda imediata ao corpo da praça; e a terceira quase rasante e mais moderna, com relação ao restante da fortificação. As muralhas coroadas por merlões, são de grossa alvenaria argamassada. A "bateria baixa", baptizada de "Bateria da Heroicidade", encontra-se 13,40 metros acima do nível do mar; a que está no recinto da praça eleva-se a 26,60 metros; e as dos baluartes elevados, a 32,70 metros. A fortificação em si ocupava uma superfície aproximada de 10.504,00 metros quadrados.
O forte é acedido por uma ponte sobre dois arcos de cantaria de pedra sobre um fosso, que comunica o exterior com o Portão de Armas rasgado na muralha Norte. No seu terrapleno ergue-se a Casa do Governador, com lojas e um pavimento alto para o ajudante. Foi feita uma construção regular de alvenaria argamassada, com nove divisões no andar nobre, com paredes de tabique. As assoalhadas são forradas a madeira e, no pavimento térreo, há cinco divisões ou lojas sendo algumas abobadadas. Outros acessos eram o chamado "Caminho de Cima" (hoje desaparecido) e a rampa do varadouro do Porto de Pipas (hoje bloqueada).
A construção destinada a quartel da tropa e a alojamento do ajudante da praça, de grossa alvenaria argamassada, tem, no alojamento deste que é o pavimento alto, cinco divisões de tabique e um corredor abobadado; o sobrado serve de tecto à caserna que forma o pavimento térreo.
A Casa da Guarda é também abobadada ficando ao abrigo da cortina dos dois baluartes, com os quais se comunica por uma poterna. Através dela desce-se para a casamata que tem dois pequenos paióis abobadados sob os terraplenos dos baluartes, muito húmidos e que só em caso de necessidade urgente podem servir.
A sua artilharia encontrava-se recolhida à Fortaleza de São João Baptista da Ilha Terceira.
No exterior das muralhas, pelo Norte, foram cavados fossos com o objectivo de dificultar qualquer ataque por terra. Apresentam um plano bastante inclinado e desenvolvem-se para Oeste até aos limites do forte. Pelo mesmo lado há ainda vários terrenos que eram cultivados ou arrendados pertencentes ao Ministério da Guerra e que se poderiam utilizar para produzir alimentação para a guarnição em caso de necessidade ou de cerco.
Os terrenos do forte pelo lado Oeste compreendiam o espaço que ia do chamado jardim público (hoje um relvado) até ao referido varadouro do Porto de Pipas. Foi feito um alargamento por cedência dessa parte dos espaços por requisição feita pelo Ministro das Obras Públicas da Guerra, e debaixo das condições exaradas num auto datado do dia 5 de Setembro de 1857, e que foi remetido por cópia ao Comando Geral de Engenharia em Oficio do Comando de Engenharia da então 10ª Divisão Militar de 11 do referido mês e ano.
O forte é dotado de uma cisterna com capacidade para 33.000 mil litros de água potável. Conta ainda com um sistema subterrâneo de transporte de águas, que parte do Oeste e vai desaguar na rocha da costa, a Leste. Este túnel foi aberto em 1850 pela Câmara Municipal de Angra do Heroísmo para dar vazão às águas pluviais que de vários pontos elevados da cidade ali afluíam em grandes enxurradas. Com as dimensões de 1,5 a 2 metros de altura média e uma extensão ainda desconhecida – esquecido que foi -, só recentemente foi identificado, encontrando-se em vias de recuperação para ser aberto ao turismo. À época de sua abertura, deu azo localmente a polémicas, por poder ser utilizado como rota para a invasão do forte.

## Cronologia
- 1543 – Bartolomeu Ferraz formula recomendação para a fortificação dos Açores à Coroa Portuguesa.
- 1537 – João III de Portugal encarrega Pedro Anes do Canto da construção de um baluarte em Angra, embora uma carta do Cardeal D. Henrique à Câmara de Angra, datada de 14 de maio de 1561, informe que o mesmo ou tinha sido destruído ou não tinha sido construído.
- 1561 – É enviada carta pelo Cardeal D. Henrique à Câmara de Angra, onde se constata que o baluarte mandado construir em 1537 por D. João III não existe.
- 1562 – 22 de abril – Data do Alvará que nomeou o Mestre das Obras de Fortificação para o Forte de São Sebastião, Luís Gonçalves. As obras no entanto sé se iniciaram cerca de dez anos depois.
- 1567 – É enviado aos Açores o arquitecto militar italiano Tommaso Benedetto, para orientar a fortificação das ilhas.
- 1567 – Inicio das obras do Forte de Santo António do Monte Brasil.
- 1568/1578 – Data indicada como sendo a do início da construção do Forte de São Sebastião a mando do rei D. Sebastião de Portugal, homenagem a quem ficou sob a invocação do santo de mesmo nome.
- 1572 – D. Sebastião de Portugal, atendendo a uma exposição da Câmara Municipal de Angra do Heroísmo, determinou a construção de dois fortes, um no Porto de Pipas e outro nos Fanais, em detrimento do que lhe havia sido proposto erguer na ponta do Monte Brasil, por "pessoas que tinham muita notícia e experiência das obras de fortificação".
- 1576 – Data em que os fortes do Porto de Pipas e dos Fanais já se encontravam em condições de uso. Para a sua construção são enviados pela coroa de Portugal ao corregedor de Angra, Diogo Álvares Cardoso as plantas para as fortificações acompanhadas do pedido de maior brevidade na sua execução. O seu terreno, sobranceiro à enseada, foi adquirido a Pedro do Canto e Castro, sendo nomeado como alcaide-mor, Manuel Corte Real.
- 1580 – O Forte de São Sebastião foi dado como concluído embora incompleto, uma vez que lhe faltava praticamente toda a muralha Leste, voltada à Baía das Águas. De qualquer modo, encontrava-se bem guarnecido e artilhado, tendo contribuído para afastar a esquadra de D. Pedro de Valdez em 1581, dando lugar ao subsequente desembarque e Batalha da Salga.
- 1583 – D. Álvaro de Bazán, vencedor da Batalha Naval de Vila Franca ocorrida em 26 de Julho de 1582 contra a esquadra francesa enviada aos Açores em apoio à causa de D. António, prior do Crato, não consegue entrar na ilha Terceira. Em 1583, dá-se o desembarque da Baía das Mós e entra vitorioso em Angra pelo portão de São Bento, uma vez que o acesso por mar lhe era vedado pelos fogos combinados do Forte de São Sebastião e do Forte de Santo António do Monte Brasil. Foi ainda aqui, no Forte de São Sebastião, que o marquês de Santa Cruz recebeu a rendição formal das tropas francesas aquarteladas na ilha.
- 1589 – Os canhões do Forte de São Sebastião, de Angra, sob o governo de Juan de Horbina, impedem o corsário inglês Sir Francis Drake de atracar em Angra.
- 1597 – Tentativa de desembarque na Terceira, impedida pela artilharia do Forte de São Sebastião de uma armada que sob o comando de Robert Devereux, 2º conde de Essex, com cerca de 140 velas, impusera pesado saque à ilha do Faial.
- 1641 – No contexto da Restauração da Independência, às vésperas do movimento que conduziria à expulsão dos espanhóis da Terceira, o Mestre de Campo Álvaro de Viveiros formulou e propôs um plano de destruição do Forte de São Sebastião, rejeitado pelo Senado de Angra.
- 1641 – 24 de março – Francisco Ornelas da Câmara procede à aclamação do rei D. João IV de Portugal diante da Igreja de Santa Cruz (Praia da Vitória).
- 1641 – 27 de março – O Forte de São Sebastião é assaltado e conquistado pela Companhia da Ribeirinha, sob o comando do capitão Manuel Jaques de Oliveira.
- 1649 – 7 de outubro – Por Carta-régia de 7 de Outubro de 1649, foi nomeado Alcaide-mor do Forte de São Sebastião, Manuel de Barcelos da Câmara Vasconcelos.
- 1698 – Por necessitar de restauro o Forte de São Sebastião, foi mandado reedificar pelo rei D. Pedro II de Portugal.
- 1708 – O Forte de São Sebastião com o apoio da artilharia do forte do Monte Brasil, impediu a armada de René Duguay-Trouin, de atacar Angra do Heroísmo, que atacou a vila de Velas, na Ilha de São Jorge.
- 1772 – Data existente numa planta do Forte de São Sebastião, remetida com outras à Secretaria da Guerra em Lisboa.
- 1767 – É apresentado o relatório da inspecção efectuada pelo Sargento-mor Engenheiro João António Júdice que dá conta de alguma ruína na fortificação de Forte de São Sebastião.
- 1822 – O Forte de São Sebastião, nesta data ainda mantêm importância estratégica conforme a planta do sistema defensivo da Baía de Angra, de José Carlos de Figueiredo.
- 1828 – No contexto da Guerra Civil Portuguesa (1828-1834), por determinação da Regência da Ilha Terceira, foi adicionada a bateria baixa ao Forte de São Sebastião, denominada como "Bateria da Heroicidade", sob a direcção do engenheiro Serra.
- 1850 – Abertura no Forte de São Sebastião de um sistema subterrâneo de transporte de águas, que parte do Oeste e vai desaguar na rocha da costa, a Leste. Este túnel aberto pela Câmara Municipal de Angra do Heroísmo para dar vazão às águas pluviais que de vários pontos elevados da cidade ali afluíam em grandes enxurradas. Com as dimensões de 1,5 a 2 metros de altura média e uma extensão ainda desconhecida – esquecido que foi -, só recentemente foi identificado, encontrando-se em vias de recuperação para ser aberto ao turismo. À época de sua abertura, deu azo localmente a polémicas, por poder ser utilizado como rota para a invasão do forte.
- 1862 – Ao final da Guerra Civil Portuguesa, o sistema defensivo da ilha como um todo é relegado para segundo plano, embora a relação do Barão de Basto, data data, dê o Forte de São Sebastião em bom estado de conservação.
- 1868 – É apresentado um relatório do Corpo de Engenharia (militar), que dá o Forte de São Sebastião bem guarnecido, tal como o Castelo de São João Baptista, de que dependeria.
- 1885 – Nesta data há registro da existência de uma edificação provisória, em madeira, no Forte de São Sebastião, levantada pelas Obras Públicas para estabelecimento de um lazareto, sendo para esse fim cedida provisoriamente ao Governo civil de Angra do Heroísmo, conforme determinado pelo Ministério da Guerra ao Comando Central dos Açores, em Oficio expedido pela 4ª Repartição do mesmo Ministério datado de 16 de julho de 1885.
- 1935 – Nesta data o Forte de São Sebastião volta às mãos do Exército Português.
- 1943 -  Na época da Segunda Guerra Mundial, a partir de 1943 as dependências do Forte de São Sebastião foram ocupadas por tropas britânicas. No pós-guerra, o ministro Santos Costa veio à Terceira diversas vezes, durante as negociações com os Estados Unidos da América acerca da permanência destes nos Açores. Ministro da Guerra, depois da Defesa, Santos Costa sensibilizou-se com o abandono da antiga fortificação, vindo a promover uma reparação geral das suas antigas muralhas.
- 1967 – 24 de janeiro – O Forte de São Sebastião é classificado como Imóvel de Interesse Público pelo Decreto nº 47.508
- 1983 – Criação do Centro Histórico de Angra do Heroísmo com inclusão das muralhas do Forte de São Sebastião como Património da Humanidade pela UNESCO.
- 2003 – 2 de maio – A Marinha Portuguesa arriou pela última vez a bandeira portuguesa no Forte de São Sebastião, dando lugar a uma intervenção de manutenção e recuperação. O imóvel foi assim requalificado como uma das Pousadas de Portugal, inaugurada no ano de 2006, com o estatuto e classificação de "Pousada Histórica Design".
- 2006 - Instalação no Forte de São Sebastião, depois de requalificado de uma das Pousadas de Portugal, com o estatuto e classificação de "Pousada Histórica Design".
- 2008 – 9 de novembro – Registou-se o desabamento, no mar, de parte do pano da muralha leste do Forte de São Sebastião, derrocada atribuída a um antigo processo de infiltração sem a devida vistoria e manutenção periódicas por parte dos responsáveis pelo monumento.